# Lasiocampa trifolii
Lasiocampa trifolii là một loài bướm đêm thuộc họ Lasiocampidae. Chúng được tìm thấy ở châu Âu.

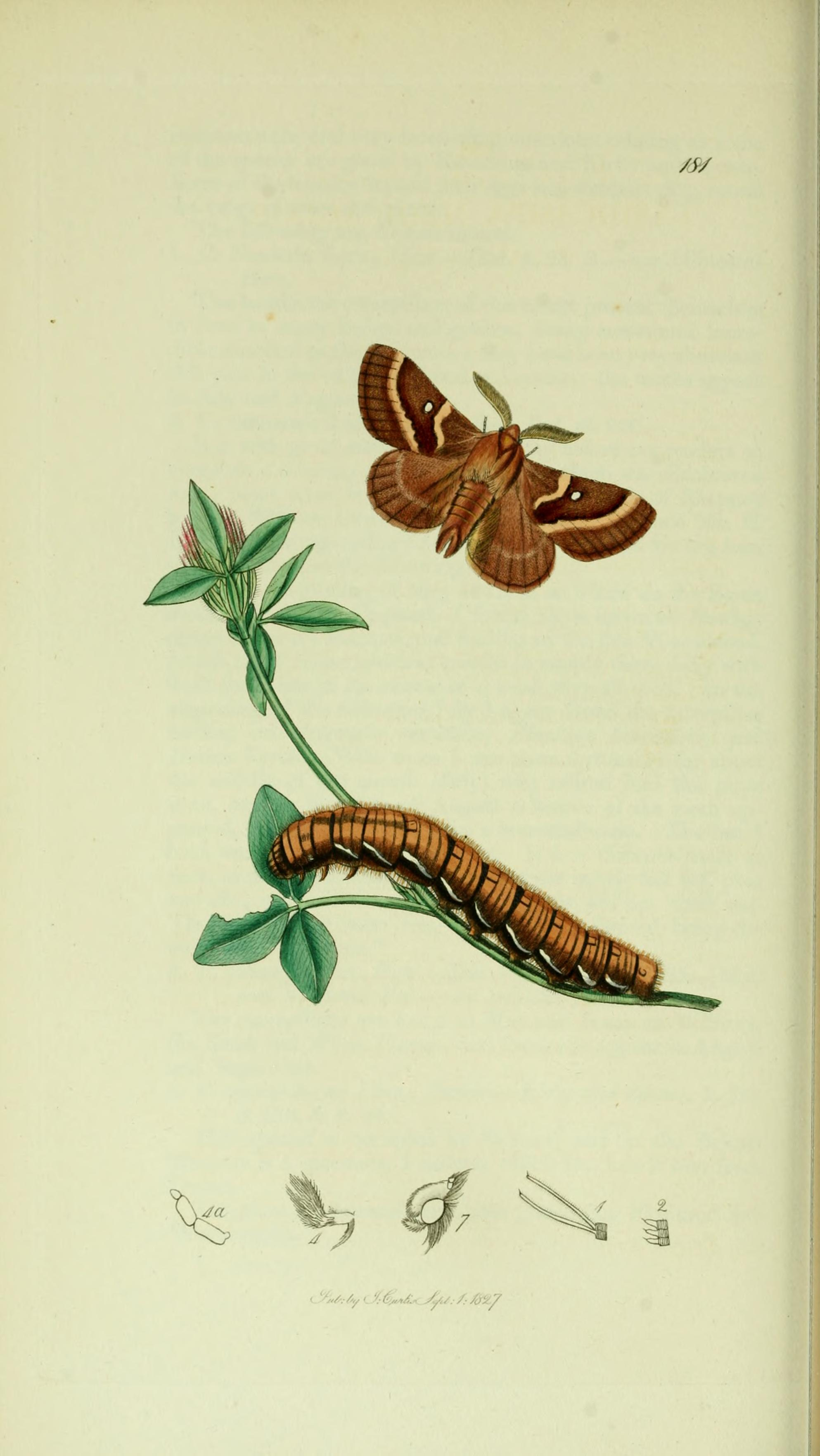
Hình minh họa của John Curtis's British Entomology Volume 5

Sải cánh dài 40–55 mm. Con trưởng thành bay từ tháng 6 đến tháng 9 tùy theo địa điểm.
Ấu trùng ăn various shrubs và deciduous trees, such as sồi, European Beech, dương và Calluna.

## Hình ảnh

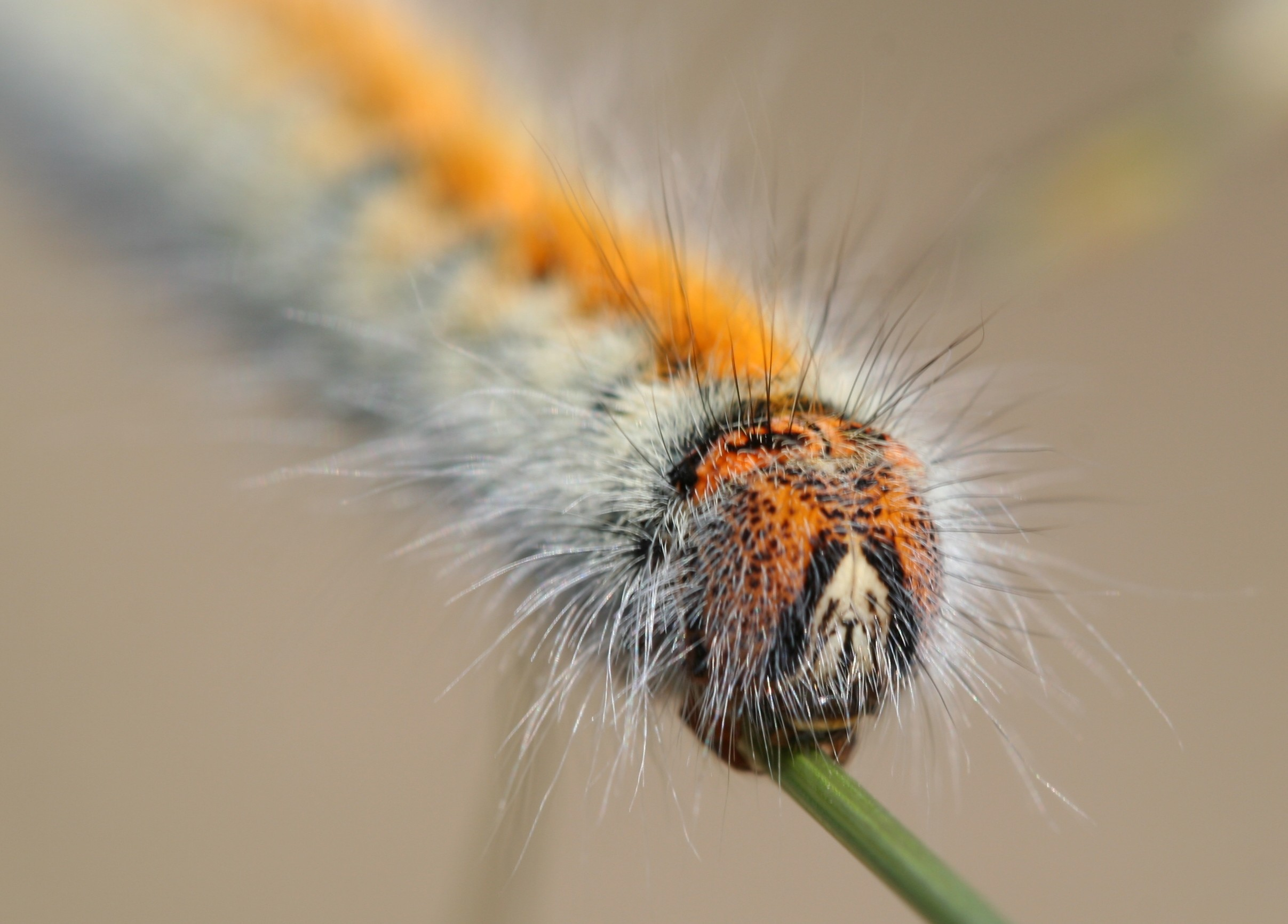
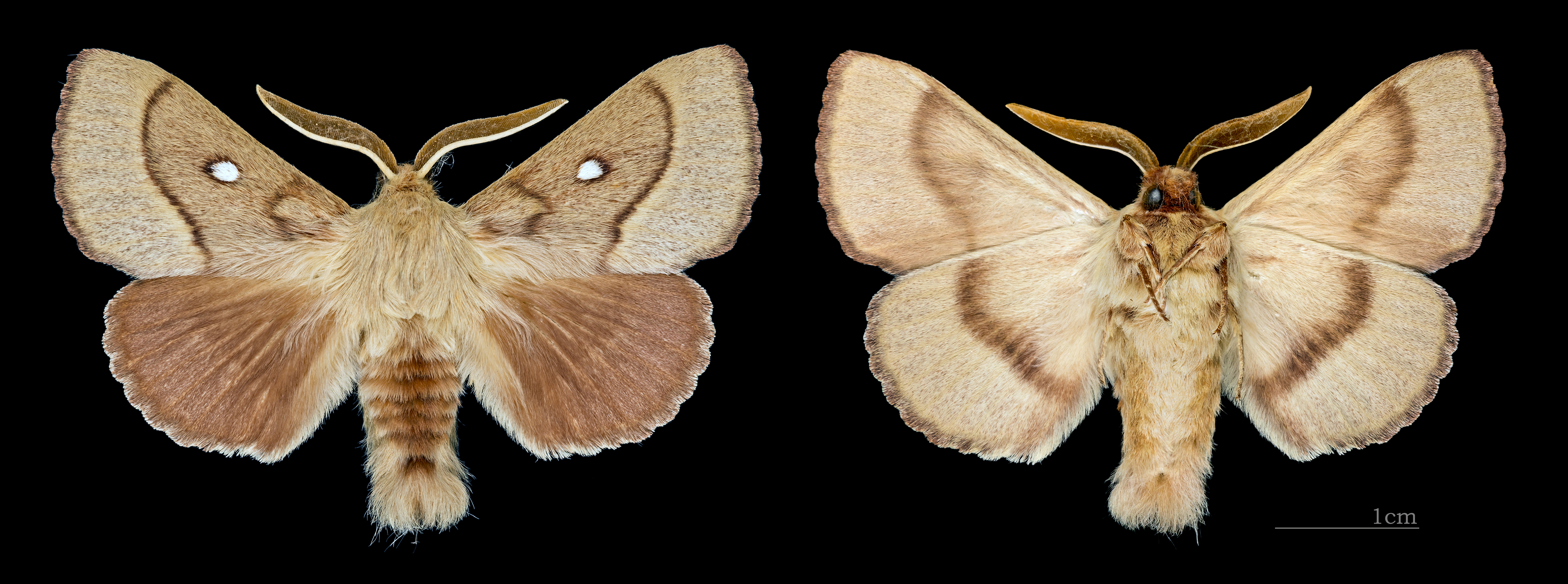
♂
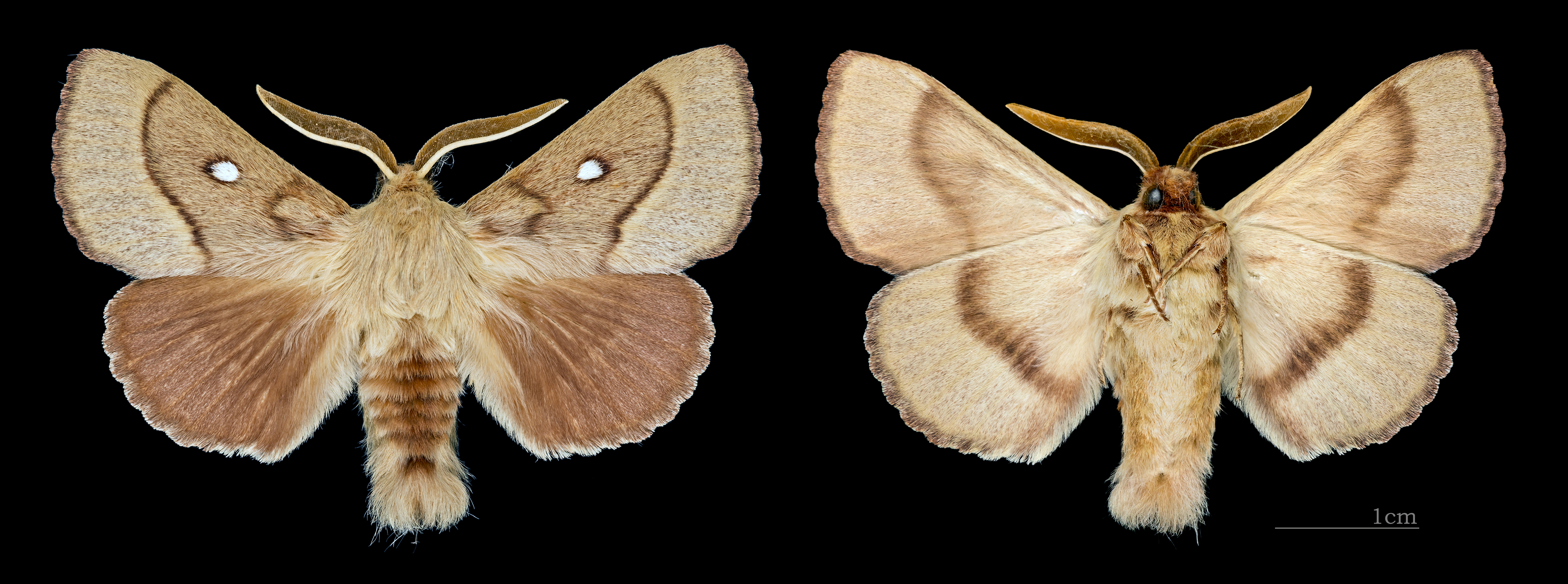
♀